# Hans Georg Helmstädter
Hans Georg Helmstädter (* 26. Dezember 1961 in Mannheim) ist ein deutscher Hochschulprofessor und Volkswirt.

## Leben
Zunächst schloss er ein Studium Generale am Leibniz-Kolleg Tübingen ab. Er schloss 1989 als Diplom-Volkswirt an der Universität Bonn ab. Als wissenschaftlicher Mitarbeiter war er unter anderem am Institut für Mittelstandsforschung in Bonn. 1997 erhielt Dr. Helmstädter den Preis für wissenschaftliche Arbeiten der Stiftung Industrieforschung. Er promovierte 1999 am Fachbereich Raumplanung der Universität Dortmund.
Die Forschungsschwerpunkte des Diplom-Volkswirts sind die empirische Wirtschafts-, Regional-, Gründungs-, Innovations- und Hochschulforschung.

## Arbeit und Lehre
Im Jahre 2006 wurde Helmstädter vom Senat der Fachhochschule Brandenburg (heute Technische Hochschule Brandenburg) zum Hochschulpräsidenten gewählt. Das Amt bekleidete er vom 1. April 2007 bis 2013.
Im Dezember 2014 wurde er zum Professor für Management an der Hochschule Macromedia berufen. Zuvor war er bereits seit September 2014 (bis September 2017). Ab Oktober 2017 bis März 2019 hat er den Aufbau der Business-Fakultät am Campus Berlin verantwortet.

## Veröffentlichungen (Auswahl)
- Als Herausgeber „Die industrielle Basis in Ost- und Westdeutschland“, Hochschulschrift, Bonn: Kuron 2001, ISBN 978-3-923623-26-6
- Mit Eberhard von Einem: „Neue Produkte durch Kooperation: acht Fallstudien aus der Unternehmenspraxis“, Berlin: Regioverlag Ring 1997, ISBN 978-3-929273-10-6